# Leapmotor C01
Leapmotor C01 – elektryczny samochód i hybrydowy osobowy klasy wyższej produkowany pod chińską marką Leapmotor od 2022 roku.

## Historia i opis modelu

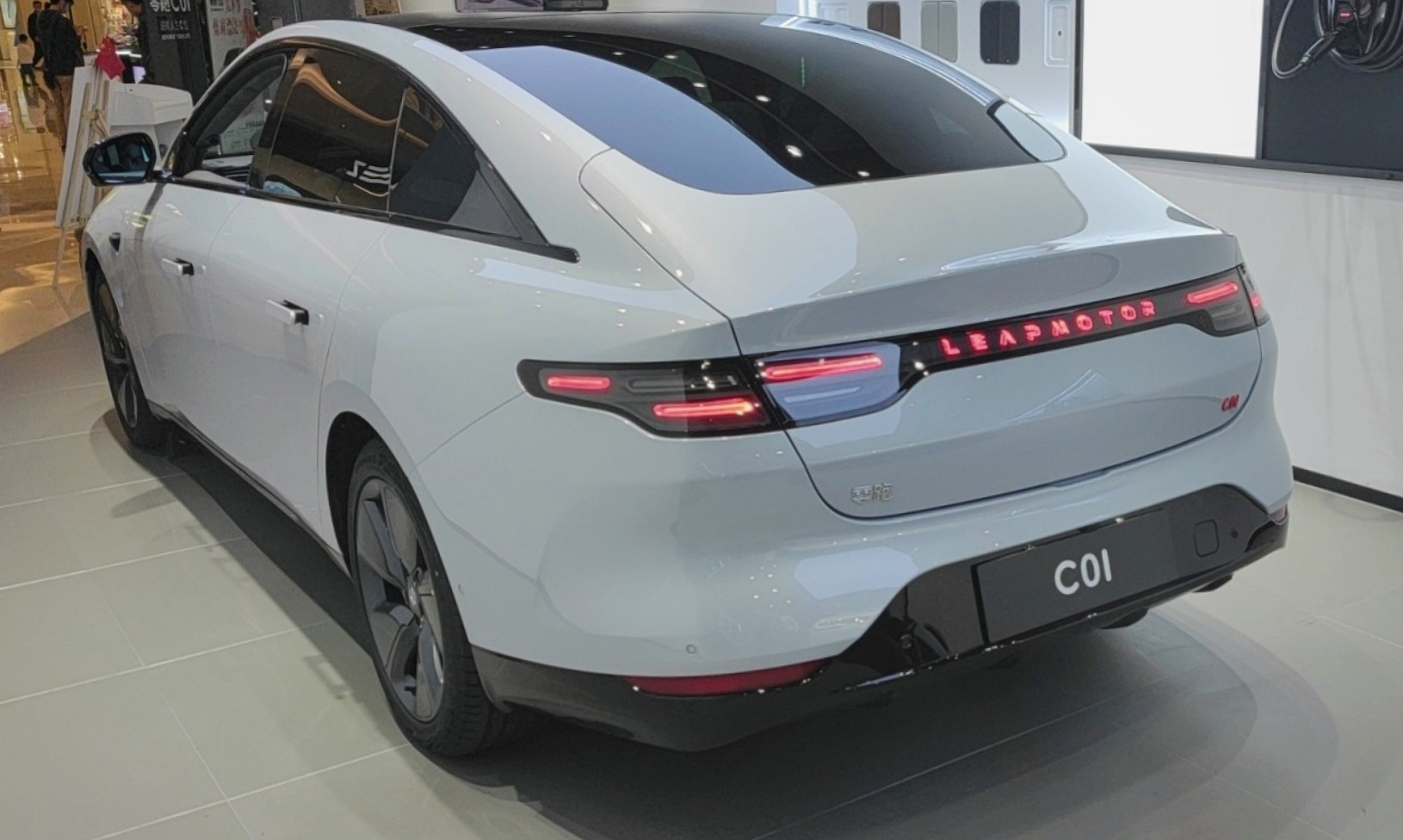
Leapmotor C01 - tył

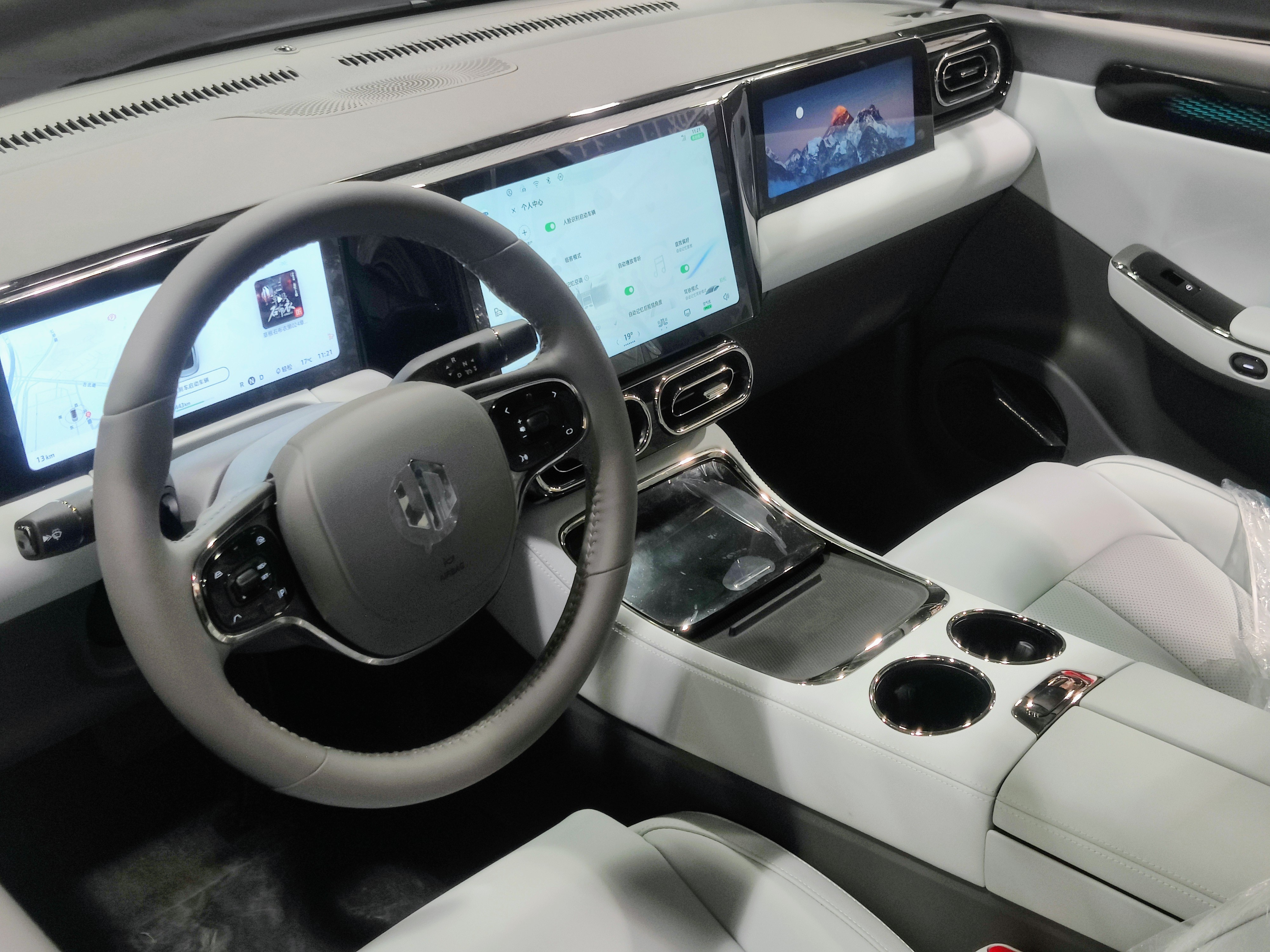
Leapmotor C01 - kokpit

W maju 2022 chiński startup Leapmotor przedstawił kolejny zaawansowany technicznie, luksusowy model elektryczny będący rozwinięciem koncepcji SUV-a C11 zaprezentowanego rok wcześniej. Flagowa, wyższej klasy limuzyna C01 utrzymana została w języku stylistycznym opartym na smukłych przetłoczeniach, agresywnie zarysowanych reflektorach i łagodnie opadającej linii dachu w stylu nadwozi fastback. Charakterystycznymi detalami stał się w pełni przeszklony dach, a także chowane klamki oraz bezramkowe drzwi.
Cyfrowo-luksusowa kabina pasażerska utrzymana została w jasnej tonacji, z trzema wyświetlaczami biegnącymi przez całą szerokość minimalistycznej deski rozdzielczej. Pierwszy pełni funkcję cyfrowych zegarów, z kolei środkowy i skrajny prawy jest dotykowy, obsługując rozbudowany system multimedialny. Leapmotor C01 wyposażony został w system półautonomicznej jazdy "Leapmotor Pilot", a także rozbudowane systemy bezpieczeństwa oraz system otwierania poprzez rozpoznawanie twarzy dzięki systemowi Face ID.

### Sprzedaż
Leapmotor C01 zbudowany został głównie z myślą o sprzedaży na rodzimym rynku chińskim, gdzie dostawy pierwszych egzemplarzy do nabywców rozpoczęły się pół roku po premierze, w październiku 2022. Podobnie jak w przypadku SUV-a C11, chiński startup obrał taktykę konkurencyjnej polityki cenowej i wzbudził duże zainteresowanie wśród rodzimych nabywców - tuż po debiucie zebrano 10 tysięcy zamówień na elektrycznego sedana, z kolei tuż przed dostawami pierwszych sztuk liczba ta wzrosła do 100 tysięcy.

### Dane techniczne
C01 to samochód w pełni elektryczny, do którego budowy po raz pierwszy w przypadku seryjnego pojazdu wykorzystana została technologia polegająca na przymocowaniu zestawu akumulatorów bezpośrednio do płyty podłogowej. Pozwoliło to zredukować liczbę komponentów do montażu pojazdu o 20% i obniżyć pierwotną masę całkowitą o 15 kilogramów. Technologia ta pozwoliła też na maksymalizację pojemności akumulatora, przekładając się na większy zasięg. Leapmotor C01 w topowej wersji wyposażony został w baterię o pojemności 90 kWh, która pozwala przejechać na jednym ładowaniu maksymalnie 717 kilometrów w przypadku wariantu tylkonapędowego i 630 w przypadku topowej wersji AWD. Podobnie jak pokrewny SUV C11, samochód powstał z myślą o dwóch wariantach. Tylnonapędowy osiąga moc 268 KM i 350 Nm maksymalnego momentu obrotowego, z kolei topowy AWD 536 KM i 730 Nm maksymalnego momentu obrotowego. 
Ponad rok po premierze C01, Leapmotor poszerzył gamę wariantów napędowych o odmianę hybrydową typu tzw. range extender, która zyskała silnik benzynowy o pojemności 1,5 litra i mocy 94 KM przy tym samym silniku elektrycznym o mocy 268 KM. Pod kątem wizualnym hybrydowe Lepamotor C01 zyskało atrapę chłodnicy w przednim zderzaku.